# 4657 Lopez
4657 Lopez eller 1979 SU9 är en asteroid i huvudbältet som upptäcktes den 22 september 1979 av den rysk-sovjetiske astronomen Nikolaj Tjernych vid Krims astrofysiska observatorium på Krim. Den har fått sitt namn efter den spanske astronomen Álvaro López-García.
Asteroiden har en diameter på ungefär 15 kilometer och den tillhör asteroidgruppen Themis.